# Рубен Да Сільва
Рубен Да Сільва (ісп. Rubén Da Silva, нар. 11 квітня 1968, Монтевідео, Уругвай) — уругвайський футболіст, що грав на позиції нападника.
Виступав, зокрема, за клуби «Данубіо» та «Рівер Плейт», а також національну збірну Уругваю. У складі збірної — володар Кубка Америки.

## Клубна кар'єра
У дорослому футболі дебютував 1986 року виступами за команду «Данубіо», в якій провів чотири сезони. У 1988 році він допоміг команді виграти титул чемпіона Уругваю, забивши 23 цілей, які дозволили йому також здобути титул найкращого бомбардира.
У 1989 році куплений у спільне володіння італійськими «Ювентусом» і «Лаціо», але клуби вирішили залишити його в Південній Америці, де він два сезони грав в Аргентині за «Рівер Плейт», вигравши чемпіонат Аргентини у сезоні 1989/90.
В 1991 році Рубен повертається до Італії, стаючи гравцем «Кремонезе», у складі якого, однак, ніколи не виходив на поле, оскільки команда була змушена його продати в «Логроньєс» через відсутність місць для іноземців, зайнятих парагвайцем Густаво Неффою, аргентинцем Густаво Десотті і уругвайцем Рубеном Перейрою.
У 1992 році Да Сільва повернувся в «Рівер Плейт», де став найкращим бомбардиромом Клаусури 1993 року, забивши 13 голів.
1993 році Рубен стає гравцем «Боки Хуніорс», одвічного суперника свого колишнього клубу «Рівер Плейт». Проте у новій команді результативність форварда була невисокою і 1995 року він перейшов у «Росаріо Сентраль». У першому ж році Да Сільва допоміг клубу виграти Кубок КОНМЕБОЛ, перший офіційний міжнародний титул в історії цього клубу. Крім того ця перемога дозволила подолати гегемонію бразильських клубів, які беззмінно вигравали цей турнір від моменту його створення. Всього Рубен у турнірі забив 4 голи, один з яких у другому фінальному матчі, і став найкращим бомбардиром турніру. Перший матч аргентинский клуб програв бразильському «Атлетіко Мінейро» з рахунком 0:4, але у другій грі на 23 хвилині Да Сільва один гол відіграв, а згодом його партнери змогли зрівняти рахунок за сумою двох матчів і перевести матч до серії пенальті, в якій Рубен забив останній вирішалий пенальті і приніс команді трофей.
Кілька років по тому він повторив своє досягнення, знову ставши найкращим бомбардиром в аргентинському чемпіонаті, забивши 15 голів в Апературі 1997 року.
1998 року Да Сільва відправився в мексиканський «Естудіантес Текос», де провів наступні два роки, після чого повернувся на батьківщину в «Насьйональ», у складі якого 2000 року додав до переліку своїх трофеїв ще один титул чемпіона Уругваю.
2001 року повернувся до рідного «Данубіо», за який відіграв 4 сезони, вигравши в останньому з них свій третій титул чемпіона Уругваю. Завершив професійну кар'єру футболіста виступами за команду «Данубіо» у 2004 році.

## Виступи за збірну
1988 року дебютував в офіційних матчах у складі національної збірної Уругваю.
У складі збірної був учасником розіграшу Кубка Америки 1989 року у Бразилії, де разом з командою здобув «срібло», розіграшу Кубка Америки 1995 року в Уругваї, здобувши того року титул континентального чемпіона, та розіграшу Кубка Америки 1997 року у Болівії.
Протягом кар'єри у національній команді, яка тривала 13 років, провів у формі головної команди країни лише 21 матч, забивши 3 голи.

## Досягнення

### Командні
- Чемпіон Уругваю:

«Данубіо»: 1988, 2004: «Насьйональ»: 2000
- Чемпіон Аргентини:

«Рівер Плейт»: 1989–90
- Володар Кубка КОНМЕБОЛ:

«Росаріо Сентраль»: 1995
- Володар Кубка Америки (1):

Уругвай: 1995
- Срібний призер Кубка Америки: 1989

### Особисті
- Найкращий бомбардир чемпіонату Уругваю: 1988 (23 голи)
- Найкращий бомбардир чемпіонату Аргентини: 1993 (Клаусура, 13 голів), 1997 (Апертура, 15 голів)
- Найкращий бомбардир Кубка КОНМЕБОЛ: 1995 (4 голи)
- У Символічній збірній року Південної Америки: 1988, 1990[2]

## Особисте життя
Молодший брат ще одного футболіста, який виступав за збірну Уругваю — Хорхе Да Сільви, учасника чемпіонату світу 1986 року.